# Kahimi Karie
 (septembre 2022).
La mise en forme du texte ne suit pas les recommandations de Wikipédia : il faut le « wikifier ».
Les points d'amélioration suivants sont les cas les plus fréquents. Le détail des points à revoir est peut-être précisé sur la page de discussion.
- Les titres sont pré-formatés par le logiciel. Ils ne sont ni en capitales, ni en gras.
- Le texte ne doit pas être écrit en capitales (les noms de famille non plus), ni en gras, ni en italique, ni en « petit »…
- Le gras n'est utilisé que pour surligner le titre de l'article dans l'introduction, une seule fois.
- L'italique est rarement utilisé : mots en langue étrangère, titres d'œuvres, noms de bateaux, etc.
- Les citations ne sont pas en italique mais en corps de texte normal. Elles sont entourées par des guillemets français : « et ».
- Les listes à puces sont à éviter, des paragraphes rédigés étant largement préférés. Les tableaux sont à réserver à la présentation de données structurées (résultats, etc.).
- Les appels de note de bas de page (petits chiffres en exposant, introduits par l'outil «  Source ») sont à placer entre la fin de phrase et le point final[comme ça].
- Les liens internes (vers d'autres articles de Wikipédia) sont à choisir avec parcimonie. Créez des liens vers des articles approfondissant le sujet. Les termes génériques sans rapport avec le sujet sont à éviter, ainsi que les répétitions de liens vers un même terme.
- Les liens externes sont à placer uniquement dans une section « Liens externes », à la fin de l'article. Ces liens sont à choisir avec parcimonie suivant les règles définies. Si un lien sert de source à l'article, son insertion dans le texte est à faire par les notes de bas de page.
- La présentation des références doit suivre les conventions bibliographiques. Il est recommandé d'utiliser les modèles {{Ouvrage}}, {{Chapitre}}, {{Article}}, {{Lien web}} et/ou {{Bibliographie}}. Le mode d'édition visuel peut mettre en forme automatiquement les références.
- Insérer une infobox (cadre d'informations à droite) n'est pas obligatoire pour parachever la mise en page.

Pour une aide détaillée, merci de consulter Aide:Wikification.
Si vous pensez que ces points ont été résolus, vous pouvez retirer ce bandeau et améliorer la mise en forme d'un autre article.
Kahimi Karie (カヒミ・カリィ Kahimi Karī) née le 15 mars 1968 est une chanteuse japonaise, de son vrai nom Mari Hiki (比企真理, Hiki Mari). Elle chante majoritairement en anglais, français et japonais et occasionnellement en italien ou espagnol. Au début de sa carrière, elle a principalement collaboré avec Momus, Cornelius.
Ces dernières années, elle a assuré la partie vocale de nombreux concerts jazz de Yoshihide Otomo.

## Discographie

### Albums
- 1997 - Larme de crocodile (Crue-L KYTHMAK-031DA)
- 15 juin 1998 - K.K.K.K.K. (Polydor POCP-7296)
- 24 mai 2000 - Tilt (Polydor POCH-1949)
- 21 novembre 2001 - My Suitor (Polydor)
- 21 février 2003 - Trapeziste (Victor VICL-61070)
- 21 mai 2004 - Montage (Victor VICL-61374)
- 25 octobre 2006 - NUNKI (Victor VICL-62135)

### Albums de remixes
- 1998 - a K is a K is a K (Polydor)
- 1998 - Kahimi Karie Remixes (Crue-L KYTHMAK-038D)

### Albums Compilation
- 8 septembre 1998 - Kahimi Karie (Minty Fresh [US])
- 30 septembre 1998 - The Best Of Trattoria Years Plus More (Trattoria Menu.164/FC-023/PSCR-5708)
- 2000 - K.K.Works 1998-2000 (Polydor)

### LP, EP, Singles
- 1992 - Kahimi Karie and the Crue-L Grand Orchestra / Mike Alway's Diary (Crue-L KYTHMAK-003D/CRUKAH-002D)
- 1994 - Girly (Crue-L KYTHMAK-011D/CRUKAH-003D)
- 1995 - I am a kitten (Kahimi Karie sings Momus in Paris) (Crue-L KYTHMAK-015D)
- 1995 - My First Karie (Trattoria Menu.56/PSCR-5348)
- 26 juillet 1995 - Leur L'existence (Trattoria Menu.62/PSCR-9102)
- 16 octobre 1995 - Good Morning World (Trattoria Menu.70/PSDR-5237)
- 9 juin 1996 - HUMMING ga kikoeru (Trattoria)
- 26 juin 1996 - Le Roi Soleil (Trattoria Menu.99/PSCR-5500)
- 1997 - Tiny King Kong (Crue-L KYTHMAK-029D)
- 29 juin 1998 - One Thousand 20th Century Chairs (Polydor POCP-7297)
- 29 mars 2000 - Once Upon A Time (Polydor POCH-1913)
- 26 avril 2000 - Journey To The Center Of Me (Polydor POCH-1927)
- 24 mars 2004 - NaNa (Victor VICL-35620)

### Apparitions sur d'autres albums
- 1995 - 69/96 GIRL MEETS CASSETTE sur l'album de Cornelius: 69/96
- 1996 - Good Morning World sur l'album Sushi 3003
- 1996 - "Parlez-vous anglais Mr Katerine? (feat. Kahimi Karie)" sur la version japonaise de l'album Mes Mauvaises Fréquentations de Philippe Katerine
- 1999 - Jamais je ne t'ai dit en duo avec Philippe Katerine dans son album Les Créatures
- 2001 - Subete wo yurashite (On a Chair) sur l'album de remixs de Fantastic Plastic Machine: Contact
- 2002 - Tout le jour, toute la nuit (Night and day) en duo avec Patrick Bruel dans son album Entre deux
- 2005 - COZMO-NAUGHTY sur l'album de M-Flo: BEAT SPACE NINE
- 2005 - Quelques morceaux sur ONJO de Yoshihide Ōtomo
- 2005 - Blue Orb sur la bande-son du jeu Playstation We ♥ Katamari
- 2009 - Kahimi au téléphone sur l'album de compilation Telephone Lovers